# Wladyslaw Akymenko
Wladyslaw Iwanowytsch Akymenko (ukrainisch Владислав Іванович Акименко, * 5. März 1953 in Kiew) ist ein ehemaliger sowjetischer Segler aus der Ukraine.

## Erfolge
Wladyslaw Akymenko nahm an den Olympischen Spielen 1976 in Montreal in der Bootsklasse Tempest teil. Gemeinsam mit Walentin Mankin belegte er mit 30 Gesamtpunkten den zweiten Rang hinter dem schwedischen und vor dem US-amerikanischen Boot und erhielt damit die Silbermedaille. Bereits 1973 wurde er in Neapel mit Mankin Weltmeister. Zehn Jahre darauf gewann er in Cagliari noch eine Bronzemedaille bei den Weltmeisterschaften im Flying Dutchman.